# ヴァンディヴァッシュの戦い

ヴァンディヴァッシュの位置

ヴァンディヴァッシュの戦い（ヴァンディヴァッシュのたたかい、英語: Battle of Wandiwash）は1760年1月22日にイギリス東インド会社とフランス東インド会社の間で戦われた、第三次カーナティック戦争の決定的な戦闘の1つ。イギリスが勝利した。
ラリー伯爵の軍は資金と艦隊の支援を欠けている中、ヴァンディヴァッシュ港（現タミル・ナードゥ州ヴァンダヴァーシ）を奪回しようとしたが、エア・クート率いるイギリス東インド会社の軍に襲われ、決定的に敗北した。このため、ビュッシー＝カステルノー侯爵率いるフランス軍はポンディシェリでの籠城を余儀なくされ、1761年1月16日には降伏した。